# Nycticebus menagensis
El lori de Borneo o lori de Filipinas (Nycticebus menagensis) es una especie de primate estrepsirrino del género Nycticebus (loris perezosos). Se encuentra en las costas del norte y este de la isla de Borneo, y también en el archipiélago de Joló en las Filipinas. 

## Taxonomía y filogenia
El lori de Borneo fue descrito en 1893 como Lemur menagensis.  En 1952, todos los loris perezosos fueron clasificados dentro de una sola especie, Nycticebus coucang En 1971 se revisó el género y se clasificó el lori pigmeo (Nycticebus pygmaeus) como especie y dentro de N. coucang se reconocieron cuatro subespecies, incluyendo al lori de Borneo N. coucang menagensis. En 2006, el lori de Borneo fue reconocido como especie distinta, cuando los análisis genéticos probaron la diferencia con N. coucang.
En 2012, a raíz de revisiones realizadas en especímenes de museo y fotografías dos de sus subespecies se reconocieron como nuevas especies, Nycticebus bancanus y Nycticebus borneanus. Dentro de esta revisión se identificó una nueva especie entre las poblaciones de loris de Borneo, Nycticebus kayan.